# Nicolaas Johannes Diederichs
Nicolaas Johannes Diederichs, noto anche come Nico Diederichs (Ladybrand, 17 novembre 1903 – Città del Capo, 21 agosto 1978), è stato un politico sudafricano, più volte ministro e terzo Presidente Statale del Sudafrica dal 1975 al 1978.

## Biografia
Nacque nello Stato Libero dell'Orange, allora dominio britannico con il nome "Colonia del fiume Orange".
Studioso di economia, Diederichs conseguì il dottorato all'Università di Leida. Durante gli anni trenta e quaranta divenne una figura importante nei circoli nazionalisti afrikaner. Inoltre contribuì con cospicui fondi alla crescita della Reddingsdaadbond, organizzazione fondata per assistere gli afrikaner poveri dopo la prima guerra boera e per diffondere il benessere e la prosperità economica fra i boeri.
Professore di filosofia, nel 1948 aderì al Partito Nazionale, facendosi eleggere, nel 1953, al Parlamento, ruolo che tenne fino al 1975, dapprima eletto nel collegio di Randfontein, nel Transvaal, poi rappresentò il collegio di Losberg (1958) e infine di Overvaal (1974).
Durante questo periodo ebbe anche importanti compiti di governo: fu infatti Ministro dell'Economia (1958-1967), delle Miniere (1961-1964) e delle Finanze (1967-1975). Proprio nella veste di Ministro delle Finanze si guadagnò il soprannome di Mr Gold.
Il 19 aprile 1975 fu eletto alla carica onorifica di Presidente della Repubblica succedendo a Jacobus Johannes Fouché (interim assunto dal 10 al 19 aprile da Jan de Klerk, padre del futuro presidente Frederik de Klerk). Eserciterà questa funzione meramente onorifica fino alla morte, avvenuta a Città del Capo a causa di una crisi cardiaca, il 21 agosto 1978.
Gli succedette Balthazar Johannes Vorster, dopo un periodo ad interim di Marais Viljoen.